# Alandská fotbalová reprezentace
Alandská fotbalová reprezentace je tým složený z hráčů žijících ve finské autonomní provincii Alandy. Fotbalový svaz byl na souostroví založen v roce 1943, v roce 1985 sehrál výběr své první oficiální utkání. Alandy nejsou členem FIFA ani UEFA, tým se kromě přátelských zápasů účastní pouze Ostrovních her. Tvoří ho převážně hráči klubů IFK Mariehamn a Sunds IF, domácí zápasy hraje na stadionu Wiklöf Holding Arena v Mariehamnu.

## Výsledky na Ostrovních hrách
- 1989 — 3. místo
- 1991 — 4. místo (hostitel)
- 1993 — 3. místo
- 1995 — 7. místo
- 1999 — 6. místo
- 2005 — 7. místo
- 2007 — 7. místo
- 2011 — 2. místo (hostitel)
- 2015 — 9. místo

## Výsledky proti členům FIFA
- Bermudy 0:2
- Faerské ostrovy 1:7
- Gibraltar 2:1